# Jaime Jefferson
Jaime Jefferson, född den 17 januari 1962 i Guantánamo, är en kubansk före detta friidrottare som tävlade i längdhopp.
Jefferson var i final vid VM 1987 där han slutade på en sjätte plats. Vid inomhus-VM 1991 blev han silvermedaljör med ett hopp 8,04. Han deltog i den fantastiska VM-finalen 1991 där han slutade på en nionde plats med ett hopp på 7,94. Han sista VM-framgång kom när han slutade på en tredje plats vid inomhus-VM 1991.

## Personligt rekord
- Längdhopp - 8,53